# Dogaki Ryuichi
Ryuichi Dogaki (sinh ngày 8 tháng 1 năm 1988) là một cầu thủ bóng đá người Nhật Bản.

## Sự nghiệp câu lạc bộ
Ryuichi Dogaki đã từng chơi cho Cerezo Osaka.